# 157 Dejanira
Dejanira /dɛdʒəˈnaɪərə/ (định danh hành tinh vi hình: 157 Dejanira) là một tiểu hành tinh ở vành đai chính. Ngày 1 tháng 12 năm 1875, nhà thiên văn học người Pháp Alphonse L. N. Borrelly phát hiện tiểu hành tinh Dejanira khi ông thực hiện quan sát tại Đài thiên văn Marseille và đặt tên nó theo tên công chúa thiện chiến Deianira, vợ thứ ba của Heracles trong thần thoại Hy Lạp (Δηιάνειρα in Greek). Tên của 157 Dejanira được đặt cho nhóm tiểu hành tinh họ Dejanira.